# ایسلانوو
ایسلانوو (انگلیسی: Islanovo) یک شهرک در شهرستان کوشنارنکوفسکی جمهوری باشقیرستان در کشور روسیه است.